# Emil Seifert
Emil Seifert (Praga, 28 aprile 1900 – 20 ottobre 1973) è stato un calciatore cecoslovacco, di ruolo difensore.

## Carriera

### Nazionale
Esordisce il 29 agosto 1920 contro la Norvegia (4-0).

## Palmarès

### Giocatore
- Campionato cecoslovacco: 6

Slavia Praga: 1924, 1925, 1928-1929, 1930-1931, 1932-1933, 1933-1934

### Allenatore
- Campionato cecoslovacco: 4

Slavia Praga: 1939-1940, 1940-1941, 1941-1942, 1942-1943
- Coppa di Cecoslovacchia: 3

Slavia Praga: 1940-1941, 1941-1942, 1944-1945